# Келвін Марлін
Келвін Марлін (англ. Calvin Marlin, нар. 20 квітня 1976, Порт-Елізабет) — південноафриканський футболіст, що грав на позиції воротаря. По завершенні ігрової кар'єри — тренер. З 2015 року входить до тренерського штабу клубу «Мпумаланга Блек Ейсез». Виступав, зокрема, за клуб «Мамелоді Сандаунз», а також національну збірну ПАР. Робоча нога — ліва, але при цьому є правшею.

## Клубна кар'єра
У дорослому футболі дебютував 1997 року виступами за команду клубу «Севен Старс», в якій провів один сезон, але в матчах чемпіонату на поле не виходив. Влітку 1998 року перейшов до «Кейптаун Спарс». У 1999 році після об'єднання двох вище вказаних клубів став гравцем «Аякса» (Кейптаун). З моменту створення цієї команди Марлін був її основним голкіпером, а в дебютному сезоні зіграв у 36 матчах чемпіонату. Усього ж за «Аякс» зіграв у 107 матчах.
Під час сезону 2002/03 років Марлін вирішив змінити клуб й перейшов у «Суперспорт Юнайтед». Там також виграв конкуренцію за місце першого воротаря команди. У складі «Суперспорт Юнайтед» зіграв 122 матчі, після чого перейшов до «Мамелоді Сандаунз», з яким підписав 2-річний контракт. З моменту появи в команді змагався за статус основного воротаря зі своїм співвітчизником — Браяном Балої. Відіграв за команду з передмістя Преторії наступні сім сезонів своєї ігрової кар'єри.
Завершив професійну ігрову кар'єру у клубі «Мпумаланга Блек Ейсез», за команду якого виступав протягом 2013—2015 років.

## Виступи за збірну
20 березня 2002 року дебютував у складі національної збірної ПАР в програному (0:1) поєдинку проти Саудівської Аравії. Того ж року Джомо Сомо викликав його та ще 22-х гравців для підготовки до чемпіонату світу. На мундіалі в Південній Кореї та Японії «Бафата-Бафата» на груповому етапі посіли 3-тє місце й вилетіли з турніру. На цьому чемпіонаті Марлін був резервістом Андре Арендсе й жодного разу не виходив на футбольне поле. Протягом кар'єри у національній команді, яка тривала 8 років, провів у формі головної команди країни 16 матчів.
У складі збірної також був учасником розіграшу Золотого кубка КОНКАКАФ 2005 року у США та Кубка африканських націй 2006 року в Єгипті.

## Кар'єра тренера
Розпочав тренерську кар'єру відразу ж по завершенні кар'єри гравця, 2015 року, увійшовши до тренерського штабу клубу «Мпумаланга Блек Ейсез». Наразі досвід тренерської роботи обмежується цим клубом, в якому Келвін Марлін працює і досі.